# Per Nilsson i Råby

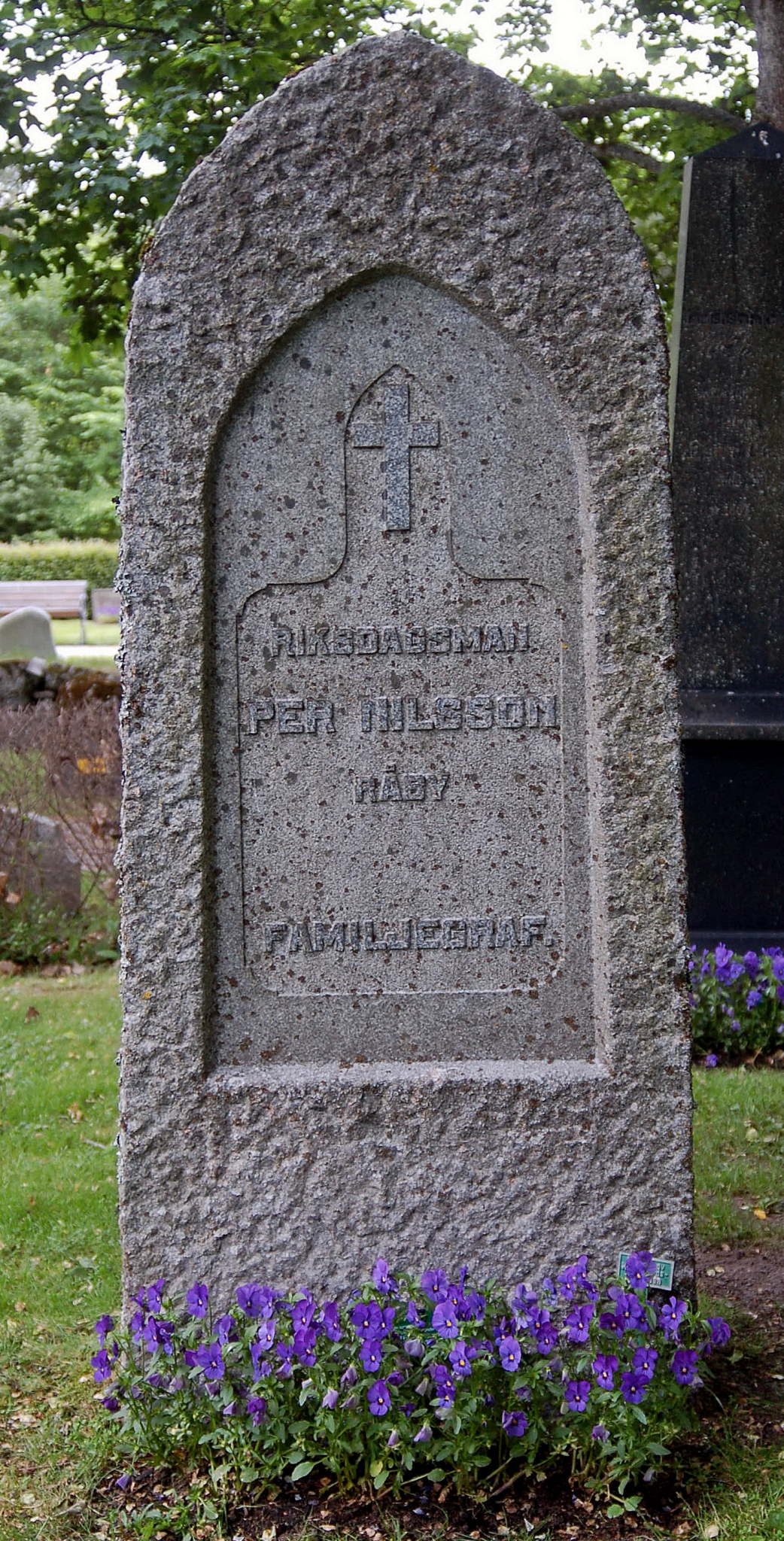
Per Nilsson gravvård vid Mosjö kyrka

Per Nilsson, Nilsson i Råby, född 25 oktober 1827 i Mosjö församling, Örebro län, död 6 september 1918 i Mosjö församling, var en svensk hemmansägare och  riksdagsman. Han var son till Nils Persson som var lantbrukare och riksdagsman i bondeståndet.
Nilsson var hemmansägare i Råby i Mosjö församling. Han var ledamot av riksdagens andra kammare 1867–1869 och 1873–1893, invald i Örebro och Glanshammars häraders valkrets.